# Mellanklobb (Vårdö, Åland)
Mellanklobb är en ö i Åland (Finland). Den ligger i Skärgårdshavet och i kommunen Vårdö i landskapet Åland, i den sydvästra delen av landet. Ön ligger omkring 38 kilometer öster om Mariehamn och omkring 240 kilometer väster om Helsingfors.
Öns area är 3 hektar och dess största längd är 320 meter i nord-sydlig riktning. Ön höjer sig omkring 5 meter över havsytan.